# Maria Cristina de la Immaculada Concepció
Maria Cristina de la Immaculada Concepció (Nàpols, 1 de maig de 1856 - Casoria, 20 de gener de 1906), nascuda Adelaide Brando, va ser una monja italiana fundadora de les Germanes Víctimes Expiatòries de Jesús Sagramentat. Va ser canonitzada al costat de Jeanne Émilie de Villeneuve, Mariam Baouardy i Marie-Alphonsine Danil Ghattas, pel Papa Francesc el 17 de maig de 2015 a la Ciutat del Vaticà.